# تلاعب إعلامي

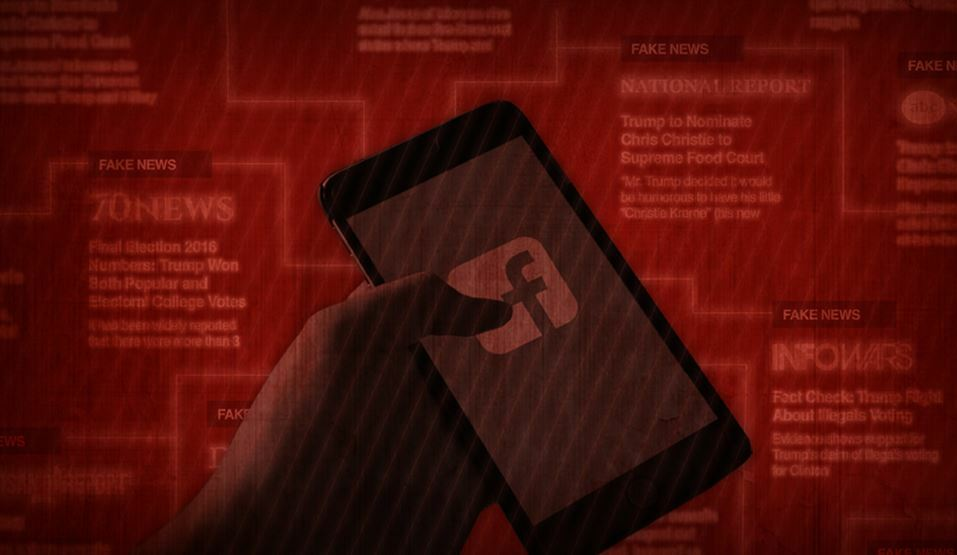

التلاعب الإعلامي (بالإنجليزية: Media Manipulation)‏ هو سلسلة من الأساليب ذات الصلة التي ينشئ فيها المتحزبون صورة أو نقاشًا يفضلون فيه مصالحهم الخاصة. قد تتضمن هذه الأساليب استخدام المغالطات المنطقية، والتلاعب النفسي، والتضليل الكامل (معلومات خاطئة مضللة) وأساليب الدعاية الخطابية، وغالبًا ما تتضمن حجب المعلومات أو وجهات النظر أو استبعادها من خلال حث الآخرين أو المجموعات الأخرى على التوقف عن الاستماع إلى بعض النقاشات، أو ببساطة من خلال تحويل انتباههم إلى مكان آخر. يقول جاك إيلول في كتابه الدعاية: تشكيل مواقف الرجال إنه يمكن للرأي العام أن يعبر عن نفسه فقط من خلال القنوات التي توفرها وسائل الاتصال الجماهيرية -التي لا يمكن أن توجد الدعاية من دونها. يُستخدم التلاعب الإعلامي في العلاقات العامة والدعاية والتسويق... إلخ. في الحين الذي يختلف فيه الهدف تمامًا في كل حالة، فإن التقنيات الرئيسية غالبًا متشابهة.
مثلما هو موضح في الأسفل فإن العديد من أساليب التلاعب بالوسائط الإعلامية الأكثر حداثة هي أنواع من التشتيت، ذلك على فرض أن عامة الناس لديهم مدى انتباه محدود.

## الحالات

### النشاطية
النشاطية هي الممارسة أو المبدأ الذي يركز على السلوك النشط المباشر وخاصة دعم أو معارضة جانب واحد من مسألة ما مثيرة للجدل. النشاطية هي ببساطة البدء بحركة ما للتأثير على الآراء الاجتماعية أو غيرها. غالبًا ما يبدأها الأفراد المؤثرون لكنها تنفذ بشكل جماعي من خلال الحركات الاجتماعية ذات الجماهير الكبيرة. يمكن تنفيذ هذه الحركات الاجتماعية من خلال المظاهرات العامة والإضرابات والمسيرات في الشوارع وحتى من خلال الأحاديث عبر وسائل التواصل الاجتماعي.
أحد الحركات الاجتماعية الكبيرة التي غيرت الرأي العام عبر الزمن هي «مسيرة الحقوق المدنية في واشنطن»، حيث قدم فيها مارتن لوثر كينغ الابن خطابه بعنوان «لدي حلم» في محاولة منه لتغيير وجهة النظر الاجتماعية المتعلقة بالأمريكيين غير البيض في الولايات المتحدة الأمريكية، وذلك بتاريخ 28 أغسطس 1963. نُفذت معظم حركات كينغ عبر تجمعات غير عنيفة وخطابات عامة كي يظهر للسكان الأمريكيين البيض أنهم كانوا مسالمين لكنهم أيضًا يريدون التغيير في مجتمعهم. في عام 1964، بدأت «قوانين الحقوق المدنية» بمنح الأمريكيين من غير البيض المساواة مع جميع الأعراق.

### الإعلان
الإعلان هو إجراء لجذب انتباه العامة إلى شيء ما، خاصة من خلال الإعلانات المدفوعة للمنتجات والخدمات. تميل الشركات التي ترغب في بيع منتجاتها إلى القيام بذلك من خلال الدفع لوسائل الإعلام كي تظهر منتجاتهم أو خدماتهم في الفواصل التلفزيونية والشرائط الإعلانية على المواقع وتطبيقات المحمول.
لا تقوم الشركات فقط بهذه الإعلانات لكن تقوم بها أيضًا مجموعات معينة. المعلنون غير التجاريون هم أولئك الذين ينفقون نقودهم على الإعلانات على أمل زيادة الوعي في قضية ما أو الترويج لأفكار معينة. يشمل ذلك مجموعات مثل المجموعات ذات المصالح والأحزاب السياسية والمنظمات الحكومية والحركات الدينية. تهدف معظم هذه المنظمات إلى نشر رسالة أو التأثير على الرأي العام بدلًا من محاولة بيع منتجات أو خدمات. لا تتواجد الإعلانات فقط على وسائل التواصل الاجتماعي، بل تظهر أيضًا على اللوحات الإعلانية، والصحف والمجلات وحتى الأحاديث الشفوية.

### الخداع
الخداع هو شيء يهدف إلى الخداع أو الاحتيال. عندما تورد إحدى الصحف أو الأخبار تقريرًا عن قصة وهمية، يُعرف ذلك باسم الخداع. من الأمثلة على الخداع الحيل المضللة الشهيرة، والخدع العلمية، وتهديدات التفجير الكاذبة والخدع التجارية. أحد المفاهيم المشتركة بين الخدع هو أن الهدف منها جميعها هو الكذب والغش. ليتحول شيء ما إلى خديعة، يجب أن تحتوي الكذبة شيئًا آخر تقدمه. لا يجب أن تكون الخديعة شائنة ودرامية فقط، ولكن يجب أن تكون أيضًا قابلة للتصديق ومبدعة. وفوق كل ذلك، يجب أن تكون قادرة على جذب انتباه العامة. بمجرد أن حققت الخديعة كل ذلك تصبح سارية المفعول بشكل كامل.
أحد الأمثلة على الخداع هو فيديو مزيف مشهور حدث في عام 2012. دفعت منظمة السلام الأخضر لشبكة يس من لتصنع لها الفيديو ونشرته حركة Occupy Seattle على موقعها. انتشر الفيديو وشاركه بعد ذلك العديد من الأشخاص والشركات. كان يظهر في الفيديو نافورة مشروب تبدو مثل منصة نفطية في حفلة لشركة شل للنفط وانتشر النفط في كل مكان في الحفلة. بعد ذلك يُظهر الفيديو رجلًا يخبر الشخص الذي يصور بكاميرا الهاتف أن يتوقف عن التصوير بينما يندفعون خارج الباب. كان هناك أيضًا رسائل قانونية مزيفة كي تظهر أن شركة شل تهدد الأشخاص الذين يصورون القصة. انتشر هذا الفيديو بشكل كبير وصدقه الكثيرون.

### الدعاية
الدعاية هي شكل من أشكال الاتصال التي تهدف إلى التأثير على موقف مجتمع ما تجاه بعض القضايا أو الآراء من خلال عرض جانب واحد فقط من الجدال. عادة ما يتم إنشاء الدعاية من قبل الحكومات، لكن يمكن اعتبار بعض أشكال الاتصال الجماهيري التي تنشئها المنظمات القوية الأخرى بأنها دعاية أيضًا. تقدم الدعاية بأبسط معانيها المعلومات بغرض التأثير على آراء الجمهور بشكل أساسي وذلك بدلًا من تقديم المعلومات بنزاهة. تُكرر الدعاية وتنتشر على نطاق واسع من وسائل الإعلام بهدف الحصول على النتيجة المطلوبة في التأثير على آراء الجمهور. في الوقت الذي اكتسب فيه مصطلح الدعاية دلالة سلبية قوية بشكل مبرر من خلال ارتباطه بأكثر الأمثلة تلاعبًا وجينغوية (كالدعاية النازية المستخدمة لتبرير الهولوكوست)، فإن الدعاية بمعناها الأصلي كانت تعتبر محايدة ويمكنها أن تشير إلى استخدامات كانت عمومًا لطيفة أو غير مؤذية كتوصيات الصحة العامة، والإشارات التي تشجع المواطنين على المشاركة في إحصاء السكان أو الانتخابات، أو الرسائل التي تشجع الأشخاص على الإبلاغ عن الجرائم للشرطة وغيرها.
تستخدم الدعاية المعايير المجتمعية والأساطير التي يسمعها الناس ويصدقونها من أجل التأثير على معتقداتهم وآرائهم ومبادئهم ذلك لأنهم يستجيبون أكثر للأفكار البسيطة ويفهمونها ويتذكرونها.